# 马里尼 (汝拉省)
马里尼（法語：Marigny，法語發音：[maʁiɲi]）是法国汝拉省的一个市镇，属于隆斯勒索涅区。

## 地理
马里尼（46°40'55"N, 5°47'0"E）面积11.99 平方千米，位于法国勃艮第-弗朗什-孔泰大區汝拉省，该省份为法国东部内陆省份，北起上索恩省，西北接科多尔省，西临索恩-卢瓦尔省，南至安省，东与杜省和瑞士接壤。
与马里尼接壤的市镇（或旧市镇、城区）包括：安河畔蒙蒂尼、沙蒂永、杜西耶、丰特尼、蒙叙莫内。

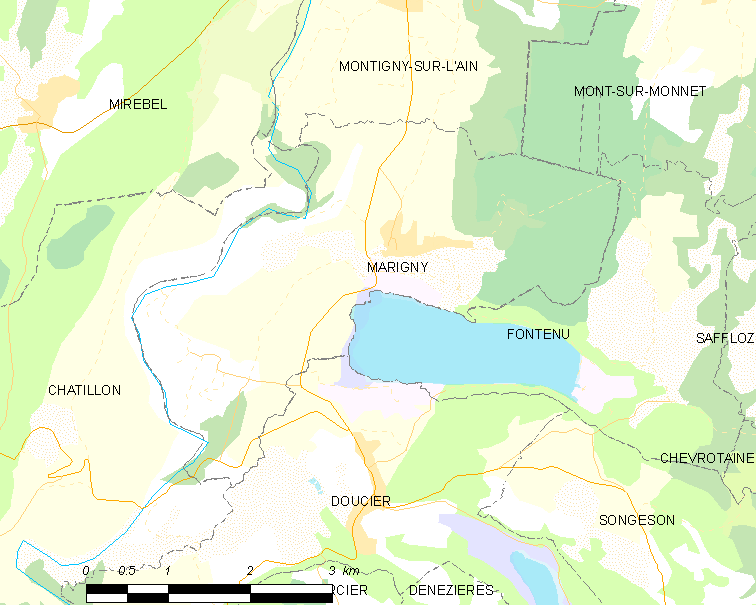
的OSM定位图

马里尼的时区为UTC+01:00、UTC+02:00（夏令时）。

## 行政
马里尼的邮政编码为39130，INSEE市镇编码为39313。

## 政治
马里尼所属的省级选区为圣洛朗昂格朗沃县。

## 人口

1962-2008年间人口变化图示

马里尼于2022年1月1日时的人口数量为215人。